# Irwiniella oldroydi
Irwiniella oldroydi är en tvåvingeart som beskrevs av Lyneborg 1976. Irwiniella oldroydi ingår i släktet Irwiniella och familjen stilettflugor.
Artens utbredningsområde är Madagaskar. Inga underarter finns listade i Catalogue of Life.